# Cunlhat
Cunlhat település Franciaországban, Puy-de-Dôme megyében. Lakosainak száma 1301 fő (2022. január 1.). Cunlhat Auzelles, Ceilloux, La Chapelle-Agnon, Domaize, Saint-Amant-Roche-Savine és Tours-sur-Meymont községekkel határos.

## Népesség
A település népességének változása:
| Lakosok száma | 1271 | 1248 | 1288 | 1248 | 1275 | 1297 | 1319 | 1307 | 1301 |
|               | 2013 | 2015 | 2016 | 2017 | 2018 | 2019 | 2020 | 2021 | 2022 |